# خانقاه (أرومية)
خانقاه هي قرية في مقاطعة أرومية، إيران. يقدر عدد سكانها بـ 498 نسمة بحسب إحصاء 2016.